# العلاقات الكاميرونية البولندية
العلاقات الكاميرونية البولندية هي العلاقات الثنائية التي تجمع بين الكاميرون وبولندا.

## مقارنة بين البلدين
هذه مقارنة عامة ومرجعية للدولتين:
| وجه المقارنة                                              | الكاميرون                      | بولندا                                                                             |
| --------------------------------------------------------- | ------------------------------ | ---------------------------------------------------------------------------------- |
| المساحة (كم2)                                             | 475.44 ألف                     | 312.68 ألف                                                                         |
| عدد السكان (نسمة)                                         | 24.05 مليون                    | 38.43 مليون                                                                        |
| الكثافة السكانية (ن./كم²)                                 | 50.58                          | 122.91                                                                             |
| العاصمة                                                   | ياوندي                         | وارسو                                                                              |
| اللغة الرسمية                                             | لغة فرنسية، لغة إنجليزية       | اللغة البولندية                                                                    |
| العملة                                                    | فرنك وسط أفريقي                | زلوتي بولندي                                                                       |
| الناتج المحلي الإجمالي (بليون دولار)                      | 34.80 مليار                    | 524.51 مليار                                                                       |
| الناتج المحلي الإجمالي (تعادل القوة الشرائية) بليون دولار | 72.72 مليار                    | 1.02 تريليون                                                                       |
| الناتج المحلي الإجمالي الاسمي للفرد دولار أمريكي          | 1.22 ألف                       | 12.55 ألف                                                                          |
| الناتج المحلي الإجمالي للفرد دولار أمريكي                 | 2.97 ألف                       | 26.14 ألف                                                                          |
| مؤشر التنمية البشرية                                      | 0.512                          | 0.843                                                                              |
| رمز المكالمات الدولي                                      | +237                           | +48                                                                                |
| رمز الإنترنت                                              | .cm                            | .pl                                                                                |
| المنطقة الزمنية                                           | توقيت غرب أفريقيا، ت ع م+01:00 | توقيت وسط أوروبا، ت ع م+01:00، ت ع م+02:00، أوروبا/وارسو ‏، توقيت وسط أوروبا الصيفي |

## منظمات دولية مشتركة
يشترك البلدان في عضوية مجموعة من المنظمات الدولية، منها:
| علم المنظمة | اسم المنظمة                        | تاريخ انضمام الكاميرون | تاريخ انضمام بولندا |
| ----------- | ---------------------------------- | ---------------------- | ------------------- |
|             | مؤسسة التنمية الدولية              | 10 أبريل 1964          | 28 أكتوبر 1960      |
|             | يونسكو                             | 11 نوفمبر 1960         | 6 نوفمبر 1946       |
|             | وكالة ضمان الاستثمار متعدد الأطراف | 7 أكتوبر 1988          | 29 يونيو 1990       |
|             | الأمم المتحدة                      | 20 سبتمبر 1960         | 24 أكتوبر 1945      |
|             | الفريق المعني برصد الأرض           | ?                      | ?                   |
|             | الاتحاد البريدي العالمي            | ?                      | 1 مايو 1919         |
|             | البنك الدولي للإنشاء والتعمير      | 10 يوليو 1963          | 27 يونيو 1986       |
|             | المنظمة الهيدروغرافية الدولية      | ?                      | ?                   |
|             | الاتحاد الدولي للاتصالات           | 22 ديسمبر 1960         | 1921                |
|             | منظمة حظر الأسلحة الكيميائية       | ?                      | ?                   |
|             | مؤسسة التمويل الدولية              | 1 أكتوبر 1974          | 29 ديسمبر 1987      |
|             | منظمة التجارة العالمية             | ?                      | 1 يوليو 1995        |
|             | منظمة الشرطة الجنائية الدولية      | ?                      | ?                   |

## وصلات خارجية
- موقع وزارة الخارجية الكاميرونية
- موقع وزارة الخارجية البولندية